# The Fiendish Plot of Dr. Fu Manchu
The Fiendish Plot of Dr. Fu Manchu is een Amerikaans-Britse film uit 1980, gebaseerd op het personage Fu Manchu. De film was bedoeld als parodie op de Fu Manchu-films. De hoofdrollen werden vertolkt door Peter Sellers, Helen Mirren en David Tomlinson.

## Verhaal
Dr. Fu Manchu viert zijn 168e verjaardag. Het feest wordt echter ruw verstoord wanneer een dienaar het laatste flesje met het elixer dat Fu Manchu zijn lange leven geeft omstoot. Fu Manchu stuurt zijn handlangers eropuit om snel de ingrediënten te vinden waarmee hij nieuw elixer kan maken, te beginnen met een kostbare diamant die wordt gestolen uit een Sovjet tentoonstelling in Washington. De FBI stuurt agenten Capone en Williams naar Engeland om daar contact te zoeken met Fu Manchu’s oude aartsvijand Nayland Smith, die inmiddels met pensioen is. Nayland vermoed dat Fu Manchu de koningin wil ontvoeren om een andere kostbare diamant die hij nodig heeft voor zijn elixer als losgeld te kunnen eisen. Hij laat de koningin vervangen door een dubbelgangster genaamd Alice Rage. Nayland’s vermoeden blijkt correct, want Alice wordt door Fu Manchu ontvoerd. Ze kiest echter al snel zijn kant en helpt hem de diamant op te sporen.

## Rolverdeling
| Acteur           | Personage                                     |
| ---------------- | --------------------------------------------- |
| Peter Sellers    | Dennis Nayland Smith / Dr. Fu ('Fred') Manchu |
| Helen Mirren     | Alice Rage                                    |
| David Tomlinson  | Sir Roger Avery                               |
| Sid Caesar       | Joe Capone                                    |
| Simon Williams   | Robert Townsend                               |
| Steve Franken    | Peter Williams                                |
| Stratford Johns  | Ismail                                        |
| John Le Mesurier | Perkins                                       |
| John Sharp       | Sir Nules Thudd                               |

## Achtergrond
Dit was de laatste film waarin Peter Sellers speelde. Hij overleed kort na de opnames. De film werd een maand na zijn dood uitgebracht.
De regie van de film was aanvankelijk in handen van Piers Haggard. Later nam Peter Sellers het zelf over, maar hij gaf de taken uiteindelijk weer door aan Richard Quine.
De film was geen groot succes.